# Laagna by och herrgård
Laagna är en by i Narva-Jõesuu kommun i Ida-Virumaa i nordöstra Estland. Före den estniska  kommunreformen 2017 hörde byn till Vaivara kommun. I byn finns ruinerna av Laagna herrgård. År 2012 hade byn 42 invånare.

## Historia
Byn nämns första gången år 1412 och kallas då Langhenal. Från 1498 gick herrgården under namnet Kuydenurm och år 1661 kallas den Lagena. Gården förlänades år 1631 till riksrådet och fältmarskalken Herman Wrangel. I Karl X Gustavs ryska krig brändes gården år 1657. Tre år senare byggdes gården upp på nytt men drogs sedan in till kronan i Karl XI:s reduktioner. Under Stora nordiska kriget år 1700 tågade den svenska armén under Karl XII:s ledning österut från staden Rakvere och övernattade den 19 november i Laagna. Följande morgon fortsatte tåget österut och då stod slaget vid Narva som blev en svensk seger över Ryssland. Sommaren 1764 övernattade kejsarinnan Katarina II två gånger på gården. År 1835 fick folket på herrgården ta sig efternamn. 119 familjer utnyttjade tillfället. År 1911 köptes Laagna av den pensionerade vaktöversten Leopold (Leo) von Korff. År 1918 uppgick herrgårdsfolket till 111 bonde- och 12 högreståndsfamiljer. 
I det estniska frihetskriget landsteg den 17 januari 1919 Meredessantpataljon (estniska marinstyrkor) och 1. finska frikåren om sammanlagt 220 man i kustbyn Utria och lyckades följande dag överraska de ryska, röda trupperna ur 6. gevärsdivisionen i Laagna och drev dem därifrån. Ryssarna drog sig tillbaka till järnvägen där de hade ett pansartåg. Med hjälp av tågets artilleri besköt de styrkan vid Laagna men kunde inte återta området. År 1919 övertogs godset Laagna av estniska staten i den allmänna jordreformen. Därefter skänkte staten godset till August Raudsoo, som hade utmärkt sig i det estniska frihetskriget. Ruinerna av några byggnader och en park har överlevt senare krigshandlingar på herrgården. I Raudsoo gård verkade till 1960 en sjuklassers skola.